# Surréalisme au Portugal

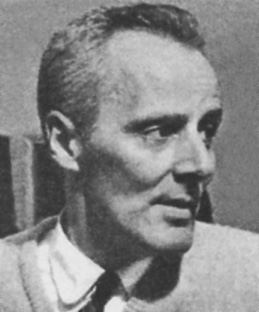
Mário Cesariny.

Le surréalisme au Portugal débute avec António Pedro, journaliste, poète et peintre qui commence à peindre après sa rencontre avec André Breton. Avec le peintre António Dacosta et la sculptrice Pamela Boden, ils présentent la première exposition du surréalisme portugais en 1940. Il faut cependant attendre l'après-guerre pour qu'apparaissent véritablement les manifestations surréalistes. Bien que devant composer avec la répression du régime de Salazar, les artistes surréalistes forment un groupe à Lisbonne en 1947. Un deuxième groupe, Les surréalistes, voit le jour en 1948 autour de Mário Cesariny qui attirera les artistes se réclamant du mouvement.
La première exposition du nouveau groupe se tient en 1949. Quelques autres manifestations éparses se tiennent dans les années suivantes. Le groupe se disperse. Des membres cessent de peindre. Le surréalisme évolue dans des nouvelles directions comme l'abstraction ou l'expressionnisme abstrait. L'arrivée du surréalisme a cependant permis d'ébranler la prédominance du néoréalisme en vigueur dans le pays et trouvera des prolongements influents, notamment grâce à Cruzeiro Seixas et Cesariny, jusque dans les années 70 et 80. Le surréalisme a également influencé des écrivains comme Correia et José Forte.

## Surréalistes portugais
- António Areal (1934-1978)
- Fernando Azevedo (1923-2002)
- Carlos Calvet (1928-2014)
- Mário Cesariny (1923-2006)
- Natália Correia (1923-1993)
- Cândido Costa Pinto (1911-1977)
- Carlos Eurico da Costa (1928-1998)
- António Dacosta (1914-1990)
- Gonçalo Duarte (1935-1986)
- José Escada (1934-1980)
- António José Forte (1931-1988)
- Eurico Gonçalves (1932-)
- Mário-Henrique Leiria (1923-1980)
- Fernando Lemos (1926-)
- António Maria Lisboa (1928-1953)
- Eduardo Luiz (1932-1988)
- Júlio Maria dos Reis Pereira (1902-1983)
- Alfredo Margarido (1928-2010)
- João Moniz (1949-)
- Pedro Oom (1926-1974)
- António Pedro (1909-1966)
- António Quadros (1933-1994)
- Cruzeiro Seixas (1920-)
- Marcelino Vespeira (1925-2002)